# Fernanda Keller
Fernanda Keller (* 4. Oktober 1963 in Niterói) ist eine brasilianische Triathletin. Sie ist mehrfache Ironman-Siegerin und die zusammen mit Paula Newby-Fraser die Triathletin (unabhängig vom Geschlecht) mit der größten Anzahl von Top-Ten-Platzierungen (14 ×) beim Ironman Hawaii.

## Werdegang
Fernanda Keller wuchs in Rio de Janeiro auf, wo sie als Kind Ballett tanzte und später als Jugendliche im Basketball, Volleyball und Handball aktiv war.
Während ihrer Zeit an der Universität nahm sie als Neunzehnjährige an ihrem ersten Triathlon in Rio de Janeiro teil und wurde auf Anhieb sechstschnellste Frau. Bereits im Folgejahr stand sie als Dritte auf dem Siegerpodest und 1985 folgten die ersten Siege bei Triathlons in Brasilien.

### Langdistanz-Triathlon seit 1986
1986 trat sie erstmals international beim Triathlon Longue Distance de Nice an – dieses war damals neben dem Ironman Hawaii die Veranstaltung mit der größten Medienaufmerksamkeit weltweit.
Seit 1987 kam Fernanda Keller bei sämtlichen ihrer 23 Starts in Folge bei der Ironman World Championship auf Hawaii (3,86 km Schwimmen, 180 km Radfahren und 42,195 km Laufen) ins Ziel, darunter vierzehn Mal – häufiger als Paula Newby-Fraser (13 ×), Natascha Badmann (10 ×) und jede andere Frau – in den Preisgeld-Rängen (Top-Ten).
Ihre beste Platzierung beim Ironman Hawaii war Platz drei, den sie – mit Ausnahme von 1996 (Platz 6) – jedes Jahr von 1994 bis 2000 erzielte. 2013 trat Fernanda Keller zum 24. Mal beim Ironman Hawaii an, um hier ihren fünfzigsten Geburtstag zu feiern und lief in 11:03 h als Sechste von 55 Frauen in ihrer Altersklasse ein.

### Siegerin Ironman Brasil 2000
Außerdem konnte sie bisher dreimal den Ironman Brasil für sich entscheiden (2000, 2004 und 2008), insgesamt kam sie zwölfmal bei ihrem „Heimwettkampf“ ins Ziel – nie schlechter als Platz sechs. 2001 erzielte sie hier beim Ironman Brasil Florianópolis mit 9:14:13 h ihre persönliche Bestzeit auf der Ironman-Distanz. Am 29. Mai 2011 belegte die „Queen of Brazil“ mit 47 Jahren in 9:49 h in Florianópolis den fünften Platz.

### Sonstiges
Seit September 1998 führt Fernanda Keller in Rio de Janeiro, wo sie aufgewachsen ist, das Instituto Fernanda Keller, eine soziale Einrichtung für rund 700 Jugendliche von 7 bis 18 Jahren. 2012 brachte sie eine Kollektion von Fitness- und Freizeitbekleidung heraus. Im Jahr 2023, in dem sie ihren 60. Geburtstag feierte, trat sie zum 27. Mal beim Ironman Hawaii in Kailua-Kona an.

## Sportliche Erfolge
| Datum/Jahr    | Platz | Wettbewerb                        | Austragungsort                             | Zeit     | Bemerkung                                                                           |
| ------------- | ----- | --------------------------------- | ------------------------------------------ | -------- | ----------------------------------------------------------------------------------- |
| 3. Juni 2023  | 299   | Ironman 70.3 Hawaii               | Hawaii                                     | 06:08:15 | AK Platz 3                                                                          |
| 4. Juni 2022  | 262   | Ironman 70.3 Hawaii               | Hawaii                                     | 05:50:02 | AK Platz 5                                                                          |
| 3. Mai 2015   | 189   | Ironman 70.3 St. Croix            | Saint Croix (Amerikanische Jungferninseln) | 08:26:34 | AK 50 Platz 4                                                                       |
| 2. Apr. 2011  | 2     | TriStar111 Nevis                  | Charlestown (Nevis)                        | 04:43:16 | Zweite hinter Emma-Kate Lidbury (1 km Schwimmen, 100 km Rad und 10 km Lauf)         |
| 16. Sep. 2007 | 2     | Ironman 70.3 Brasil               | Brasilia                                   | 04:42:50 | [ 7 ]                                                                               |
| 20. Aug. 2006 | 1     | Ironman 70.3 Brasil               | Brasilia                                   | 04:38:50 | [ 8 ]                                                                               |
| 21. März 2004 | 6     | Half-Ironman South Africa         | Port Elizabeth                             | 04:48:42 |                                                                                     |
| 3. Aug. 2003  | 5     | Half Vineman                      | Sonoma County                              | 04:35:29 |                                                                                     |
| 12. Nov. 1995 | 16    | ITU Triathlon World Championships | Cancún                                     | 02:09:15 |                                                                                     |
| 12. Sep. 1992 | DNF   | ITU Triathlon World Championships | Huntsville                                 | –        |                                                                                     |
| 15. Sep. 1990 | 26    | ITU Triathlon World Championships | Orlando                                    | 02:15:23 |                                                                                     |
| 6. Aug. 1989  | 58    | ITU Triathlon World Championships | Avignon                                    | 02:26:46 | Erstaustragung einer Weltmeisterschaft auf der Kurzdistanz, Platz 58 von 170 Frauen |

| Datum/Jahr    | Platz | Wettbewerb                        | Austragungsort    | Zeit     | Bemerkung                                                                           |
| ------------- | ----- | --------------------------------- | ----------------- | -------- | ----------------------------------------------------------------------------------- |
| 14. Okt. 2023 | 1104  | Ironman Hawaii                    | Hawaii            | 12:42:54 | 27. Zieleinlauf beim IM Hawaii                                                      |
| 10. Okt. 2019 | 1790  | Ironman Hawaii                    | Hawaii            | 13:19:47 |                                                                                     |
| 8. Okt. 2016  | 1679  | Ironman Hawaii                    | Hawaii            | 12:21:40 |                                                                                     |
| 27. Juli 2014 | 77    | Ironman Switzerland               | Zürich            | 11:38:07 | 4. Platz W50                                                                        |
| 12. Okt. 2013 | 221   | Ironman Hawaii                    | Hawaii            | 11:03:00 | Start kurz nach ihrem 50. Geburtstag                                                |
| 25. März 2012 | 36    | Ironman Melbourne                 | Melbourne         | 10:26:28 | 16. in der Kategorie WPRO, 36. Frau                                                 |
| 28. Aug. 2011 | 57    | Ironman Canada                    | Whistler          | 11:26:40 | 9. in der Kategorie WPRO, 57. Frau                                                  |
| 24. Juli 2011 | 40    | Ironman Germany                   | Frankfurt am Main | 11:07:02 | 12. in der Kategorie WPRO, 40. Frau                                                 |
| 3. Juli 2011  | 61    | Ironman Austria                   | Klagenfurt        | 10:39:09 | 12. in der Kategorie WPRO, 61. Frau                                                 |
| 29. Mai 2011  | 5     | Ironman Brasil                    | Florianópolis     | 09:49:54 | [ 10 ]                                                                              |
| 10. Okt. 2009 | 37    | Ironman Hawaii                    | Hawaii            | 10:37:44 |                                                                                     |
| 30. Aug. 2009 | 5     | Ironman Louisville                | Louisville        | 10:00:22 |                                                                                     |
| 31. Mai 2009  | 6     | Ironman Brasil                    | Florianópolis     | 09:54:11 | [ 11 ]                                                                              |
| 12. Okt. 2008 | 69    | Ironman Hawaii                    | Hawaii            | 10:43:16 | [ 12 ]                                                                              |
| 25. Mai 2008  | 1     | Ironman Brasil                    | Florianópolis     | 09:42:50 |                                                                                     |
| 13. Okt. 2007 | 44    | Ironman Hawaii                    | Hawaii            | 10:25:03 |                                                                                     |
| 27. Mai 2007  | 4     | Ironman Brasil                    | Florianópolis     | 09:29:29 |                                                                                     |
| 21. Okt. 2006 | 17    | Ironman Hawaii                    | Hawaii            | 09:50:35 |                                                                                     |
| 16. Juli 2006 | 7     | Ironman Austria                   | Klagenfurt        | 09:50:17 |                                                                                     |
| 28. Mai 2006  | 5     | Ironman Brasil                    | Florianópolis     | 09:51:38 |                                                                                     |
| 15. Okt. 2005 | 29    | Ironman Hawaii                    | Hawaii            | 10:10:30 |                                                                                     |
| 28. Mai 2005  | 2     | Ironman Brasil                    | Florianópolis     | 09:39:46 |                                                                                     |
| 16. Okt. 2004 | 8     | Ironman Hawaii                    | Hawaii            | 10:10:49 |                                                                                     |
| 4. Juli 2004  | 4     | Ironman Austria                   | Klagenfurt        | 09:25:38 |                                                                                     |
| 29. Mai 2004  | 1     | Ironman Brasil                    | Florianópolis     | 09:26:05 |                                                                                     |
| 18. Okt. 2003 | 12    | Ironman Hawaii                    | Hawaii            | 09:47:39 | [ 13 ]                                                                              |
| 24. Mai 2003  | 2     | Ironman Brasil                    | Florianópolis     | 09:34:56 |                                                                                     |
| 19. Okt. 2002 | 5     | Ironman Hawaii                    | Hawaii            | 09:31:38 |                                                                                     |
| 25. Mai 2002  | 3     | Ironman Brasil                    | Florianópolis     | 09:37:29 |                                                                                     |
| 2. März 2002  | 6     | Ironman New Zealand               | Taupō             | 10:03:22 |                                                                                     |
| 6. Okt. 2001  | 6     | Ironman Hawaii                    | Hawaii            | 09:51:20 |                                                                                     |
| 26. Mai 2001  | 2     | Ironman Brasil                    | Florianópolis     | 09:14:13 | persönliche Bestzeit, neuer Rekord auf der Laufstrecke mit 3:06:47 Stunden          |
| 14. Okt. 2000 | 3     | Ironman Hawaii                    | Hawaii            | 09:31:29 | hinter Natascha Badmann und Lori Bowden                                             |
| 9. Juli 2000  | DNF   | Ironman Europe                    | Roth              | –        | nach 58:43 min Schwimmen und 5:27:40 h auf dem Rad auf der Laufstrecke ausgestiegen |
| 28. Mai 2000  | 1     | Ironman Brasil                    | Porto Seguro      | 09:47:14 |                                                                                     |
| 9. Apr. 2000  | 3     | Ironman Australia                 | Forster           | 09:29:26 | hinter Lori Bowden und Sian Welch                                                   |
| 23. Okt. 1999 | 3     | Ironman Hawaii                    | Hawaii            | 09:24:30 | hinter Lori Bowden und Karen Smyers                                                 |
| 27. Juni 1999 | 4     | Ironman Europe                    | Roth              | 09:34:24 |                                                                                     |
| 1. Okt. 1998  | 3     | Ironman Hawaii                    | Hawaii            | 09:28:29 | hinter Natascha Badmann und Lori Bowden                                             |
| 30. Mai 1998  | 2     | Ironman Brasil                    | Porto Seguro      |          | hinter Heather Fuhr                                                                 |
| 18. Okt. 1997 | 3     | Ironman Hawaii                    | Hawaii            | 09:50:02 | hinter Heather Fuhr und Lori Bowden                                                 |
| 26. Okt. 1996 | 6     | Ironman Hawaii                    | Hawaii            | 09:28:22 |                                                                                     |
| 7. Okt. 1995  | 3     | Ironman Hawaii                    | Hawaii            | 09:37:48 | hinter Karen Smyers und Isabelle Mouthon                                            |
| 15. Okt. 1994 | 3     | Ironman Hawaii                    | Hawaii            | 09:43:30 | hinter Paula Newby-Fraser und Karen Smyers                                          |
| 10. Juli 1994 | 8     | Ironman Europe                    | Roth              | 09:41:18 |                                                                                     |
| 30. Okt. 1993 | 7     | Ironman Hawaii                    | Hawaii            | 09:33:28 |                                                                                     |
| 10. Juli 1993 | DSQ   | Ironman Europe                    | Roth              | –        | DSQ wegen Windschattenfahrens                                                       |
| 10. Okt. 1992 | 7     | Ironman Hawaii                    | Hawaii            | 09:39:02 |                                                                                     |
| 11. Juli 1992 | 12    | Ironman Europe                    | Roth              | 09:36:18 |                                                                                     |
| 19. Okt. 1991 | 13    | Ironman Hawaii                    | Hawaii            | 10:03:42 |                                                                                     |
| 1991          | 4     | Ironman Canada                    | Penticton         |          | hinter Erin Baker und Jan Wanklyn                                                   |
| 16. Juni 1991 | 10    | Triathlon Longue Distance de Nice | Nizza             |          |                                                                                     |
| 1991          | 4     | Ironman Japan                     | Lake Biwa         |          |                                                                                     |
| 6. Okt. 1990  | 9     | Ironman Hawaii                    | Hawaii            | 10:16:44 |                                                                                     |
| 17. Juni 1990 | 8     | Triathlon Longue Distance de Nice | Nizza             |          |                                                                                     |
| 14. Okt. 1989 | 4     | Ironman Hawaii                    | Hawaii            | 09:38:33 |                                                                                     |
| 22. Okt. 1988 | 15    | Ironman Hawaii                    | Hawaii            | 10:20:38 |                                                                                     |
| 10. Okt. 1987 | 27    | Ironman Hawaii                    | Hawaii            | 10:51:57 |                                                                                     |
| 5. Okt. 1986  | 14    | Triathlon Longue Distance de Nice | Nizza             |          | 4 km Schwimmen, 120 km Radfahren und 30 km Laufen                                   |

| Datum/Jahr   | Platz | Wettbewerb        | Austragungsort | Zeit | Bemerkung                              |
| ------------ | ----- | ----------------- | -------------- | ---- | -------------------------------------- |
| 17. Mai 1992 |       | Powerman Zofingen | Zofingen       |      | Weltmeisterschaft Duathlon Langdistanz |

| Datum/Jahr    | Platz | Wettbewerb                    | Austragungsort    | Zeit    | Bemerkung     |
| ------------- | ----- | ----------------------------- | ----------------- | ------- | ------------- |
| 10. Dez. 2022 | 3429  | Honolulu-Marathon             | Honolulu          | 4:58:55 | [ 14 ]        |
| 4. Okt. 2015  | 7071  | 10 KM Paris-Centre            | Paris             | 0:55:38 |               |
| 24. Jan. 2015 | 6249  | Life Time Miami Half Marathon | Miami             | 2:14:53 |               |
| 24. Juli 2005 | 86    | 10 KM Nike Run Hit Wonder     | Portland (Oregon) | 0:38:50 | 3. Platz AK30 |

(DNF – Did Not Finish)